# Mycket mer än en puss
Mycket mer än en puss är en ungdomsroman av Mårten Melin, utgiven 2015 på Rabén & Sjögren. Boken är en fristående uppföljare till Lite mer än en kram från 2014. 

## Innehåll
Boken handlar Manne som även är huvudperson i Lite mer än en kram. Manne och jämnåriga Isa har känt varandra sedan de var små, men sedan tappat kontakten. I boken börjar de sjunde klass och Isa kommer på att hon har nya annorlunda känslor för Manne.
Boken skrivs utifrån Isas perspektiv, och handlar bland annat om hur det är att vara kär i en person, och vilja vara nära den personen.

## Mottagande
Boken fick flera positiva recensioner, och ingick tillsammans med Lite mer än en kram i en samlingspocket 2017. Båda böckerna har beskrivits som moderna versioner av Hans-Eric Hellbergs böcker Kram (1973) och Puss (1975).
Boken gavs även ut på tyska 2017, då med namnet Viel mehr als ein Kuss med översättning av Klett Kinderbuch.